# Baek Du-jin
Baek Du-jin (31 ottobre 1908 – 5 settembre 1993) è stato un politico sudcoreano, primo ministro della Corea del Sud per due mandati.